# Isabelle du Saint-Esprit
Isabelle du Saint-Esprit (1606-1675) est une carmélite déchaussée d'origine espagnole, fondatrice du carmel féminin de Cologne.

## Biographie
Charlotte de Urquine est née le 28 juillet 1606, à Bruxelles (Belgique), dans les Pays-Bas méridionaux, d'une famille espagnole. En 1628, elle entre au carmel déchaussé d'Anvers, sous le nom d'Isabelle du Saint-Esprit, trois après la mort de la fondatrice, Anne de Saint-Barthélemy, qui avait été l'une des compagnes de Thérèse d'Avila. Ayant fait profession en 1630, elle se rend, en 1637, à Cologne, où elle fonde un monastère. Elle y reste jusqu'à son décès en 1675.

## Postérité
La vie d'Isabelle a fait l'objet d'une biographie, restée manuscrite, composée par le carme déchaux Fulgence de Sainte-Marie, au XVIIIe siècle. De plus, on attribue à la religieuse un manuscrit, connu sous le titre de Herzbücher. Intitulé en réalité Recreationen und geistliche Gesprâche, il s'agit d'un ouvrage allégorique à emblèmes, dans lequel différents types de cœurs figurent les vertus et les vices, mais aussi les différentes étapes de la vie spirituelle, le long des trois voies classiques de la mystique (purgative, illuminative et unitive).

### Œuvres
- (de) Recreationen und geistliche Gespräche.

### Biographies
- (de) Fulgence de Sainte-Marie, Leben und Wandel der Mutter Isabella vom Hl. Geist.

### Études
- A. Rayez, « Isabelle du Saint-Esprit », Dictionnaire de spiritualité ascétique et mystique, Paris, Beauchesne, t. VII,‎ 1971, p. 2058 (lire en ligne).